# 埃琳·波波维奇
埃琳·波波维奇（英語：Erin Popovich，1985年6月29日—），美国女子游泳运动员。她曾代表美国参加2000年、2004年和2008年夏季残疾人奥林匹克运动会游泳比赛，获得十四枚金牌和五枚银牌。